# Broaryd
Broaryd är en tätort i Södra Hestra distrikt (Södra Hestra socken) i Gislaveds kommun i Jönköpings län (Småland). I dess västra del ligger kyrkbyn för Södra Hestra socken, Södra Hestra, med Södra Hestra kyrka. Sveriges äldsta fungerande bankvalv finns i Broaryd.
Broaryd ligger i den småländska skogsbygden, beläget vid länsväg 153 Varberg-Skeppshult.

## Historia
Broaryd är ett före detta stationssamhälle längs Västra Centralbanan. Den senare banan ledde mellan Landeryd i söder och  Ulricehamn och Falköping i norr. 
Ortnamnet är en kombination av orden 'bro' och 'ryd', vilket sistnämnda liksom 'röd' och 'red' betyder 'röjning'. Namnet skrevs 1570 'Broarydh'.

### Befolkningsutveckling
| Befolkningsutvecklingen i Broaryd 1950–2020             | Befolkningsutvecklingen i Broaryd 1950–2020 | Befolkningsutvecklingen i Broaryd 1950–2020 | Befolkningsutvecklingen i Broaryd 1950–2020 | Befolkningsutvecklingen i Broaryd 1950–2020 |
| ------------------------------------------------------- | ------------------------------------------- | ------------------------------------------- | ------------------------------------------- | ------------------------------------------- |
|                                                         |                                             |                                             |                                             |                                             |
| År                                                      |                                             |                                             | Folkmängd                                   | Areal (ha)                                  |
| 1950                                                    | 1950                                        |                                             | 241                                         | ##                                          |
| 1960                                                    | 1960                                        |                                             | 240                                         |                                             |
| 1965                                                    | 1965                                        |                                             | 250                                         |                                             |
| 1970                                                    | 1970                                        |                                             | 299                                         |                                             |
| 1975                                                    | 1975                                        |                                             | 315                                         |                                             |
| 1980                                                    | 1980                                        |                                             | 385                                         |                                             |
| 1990                                                    | 1990                                        |                                             | 357                                         | 67                                          |
| 1995                                                    | 1995                                        |                                             | 320                                         | 67                                          |
| 2000                                                    | 2000                                        |                                             | 290                                         | 67                                          |
| 2005                                                    | 2005                                        |                                             | 277                                         | 67                                          |
| 2010                                                    | 2010                                        |                                             | 271                                         | 69                                          |
| 2015                                                    | 2015                                        |                                             | 284                                         | 70                                          |
| 2018                                                    | 2018                                        |                                             | 289                                         | 70                                          |
| 2020                                                    | 2020                                        |                                             | 285                                         | 73                                          |
| Anm.: ## Som tätort/befolkningsagglomeration 1920–1950. |                                             |                                             |                                             |                                             |

## Samhället
I Broaryd finns grundskola och en automatiserad obemannad butik. Här finns Södra Hestra kyrka, Broaryds Allianskyrka, som tillhör Svenska Alliansmissionen samt Filadelfiaförsamlingen i Broaryd, som tillhör Pingströrelsen i Sverige. Kärrhults gård är samhällets största turistattraktion.

## Näringsliv
Ett antal företag och industrier finns etablerade på orten. Stebro plast, SMS Stålfackverk ,ABT Träprodukter och Nissabo limfog tillhör de större.